# Giovanni Pontano

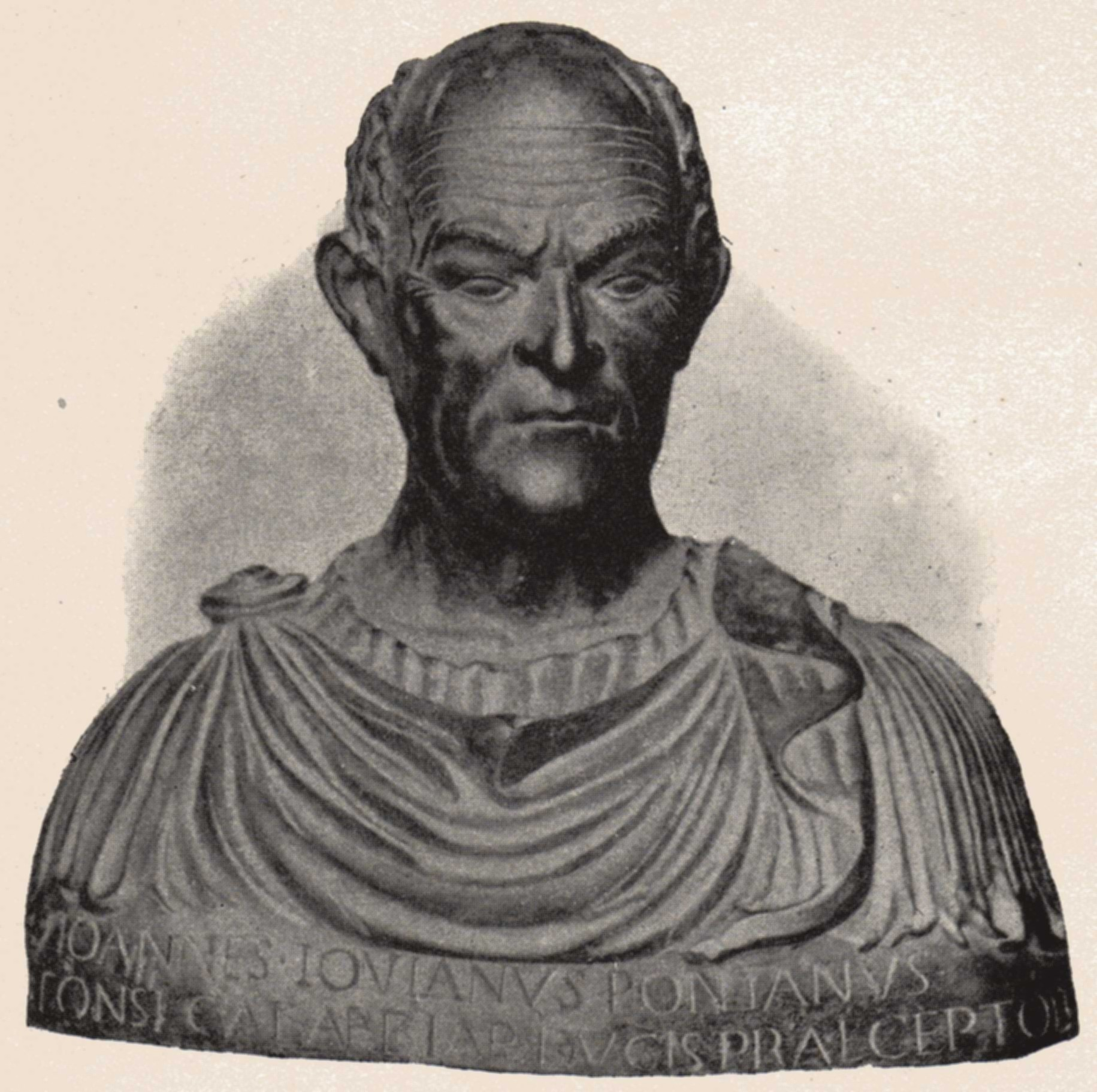
Adriano Fiorentino: Büste Pontanos (um 1490–1494)

Giovanni Pontano (latinisiert Io(h)annes Iovianus Pontanus; * 7. Mai 1429 (oder 1428) in Cerreto di Spoleto, Umbrien; † 17. September 1503 in Neapel) war ein führender Vertreter des italienischen Renaissance-Humanismus.

## Leben
Pontano studierte zunächst in Perugia und trat 1447 in das Heer des neapolitanischen Königs Alfons I. ein. Er begleitete ihn auf seinem Feldzug gegen Florenz und folgte ihm anschließend nach Neapel, wo er durch seinen Kontakt mit dem Humanisten Antonio Beccadelli eine Vertrauensstellung bei Hofe errang und nach Alfons I. auch seinem Nachfolger Ferdinand sowie dem Thronfolger Alfons Herzog von Kalabrien, dem nachmaligen König Alfons II., in verschiedenen Funktionen diente. So nahm er an verschiedenen Feldzügen und diplomatischen Missionen teil. Unter König Ferdinand bekleidete er die einflussreiche Stellung eines königlichen Sekretärs. Im August 1486 unterzeichnete er für diesen ein Friedensabkommen mit Papst Innozenz VIII.
Als jedoch nach Ferdinands Tod 1494 der französische König Karl VIII., der Neapel für sich beanspruchte, mit einem übermächtigen Heer heranrückte und Alfons II. zur Abdankung, dessen Nachfolger Ferrandino (Ferdinand II.) außer Landes trieb, war es an Pontano als erster Mann im Staat, Neapel den Franzosen zu übergeben. Als Ferrandino nach Neapel zurückkehrte, zog sich Pontano aus der aktiven Politik zurück und widmete sich seinen Studien. 1503 starb er in Neapel.
Pontano schloss zwei Ehen: 1461 mit Adriana Sassone, die ihm drei Töchter (Aurelia, Eugenia und Lucia Marzia) und einen Sohn (Lucio Francesco) gebar, bevor sie 1491 starb; danach mit einer jungen Frau aus Ferrara, die uns nur unter dem Namen „Stella“ bekannt ist, mit dem Pontano sie in seiner Dichtung verewigte. Mit ihr hatte Pontano einen Sohn, der jedoch noch im Kindesalter verstarb.

## Pontano als Humanist

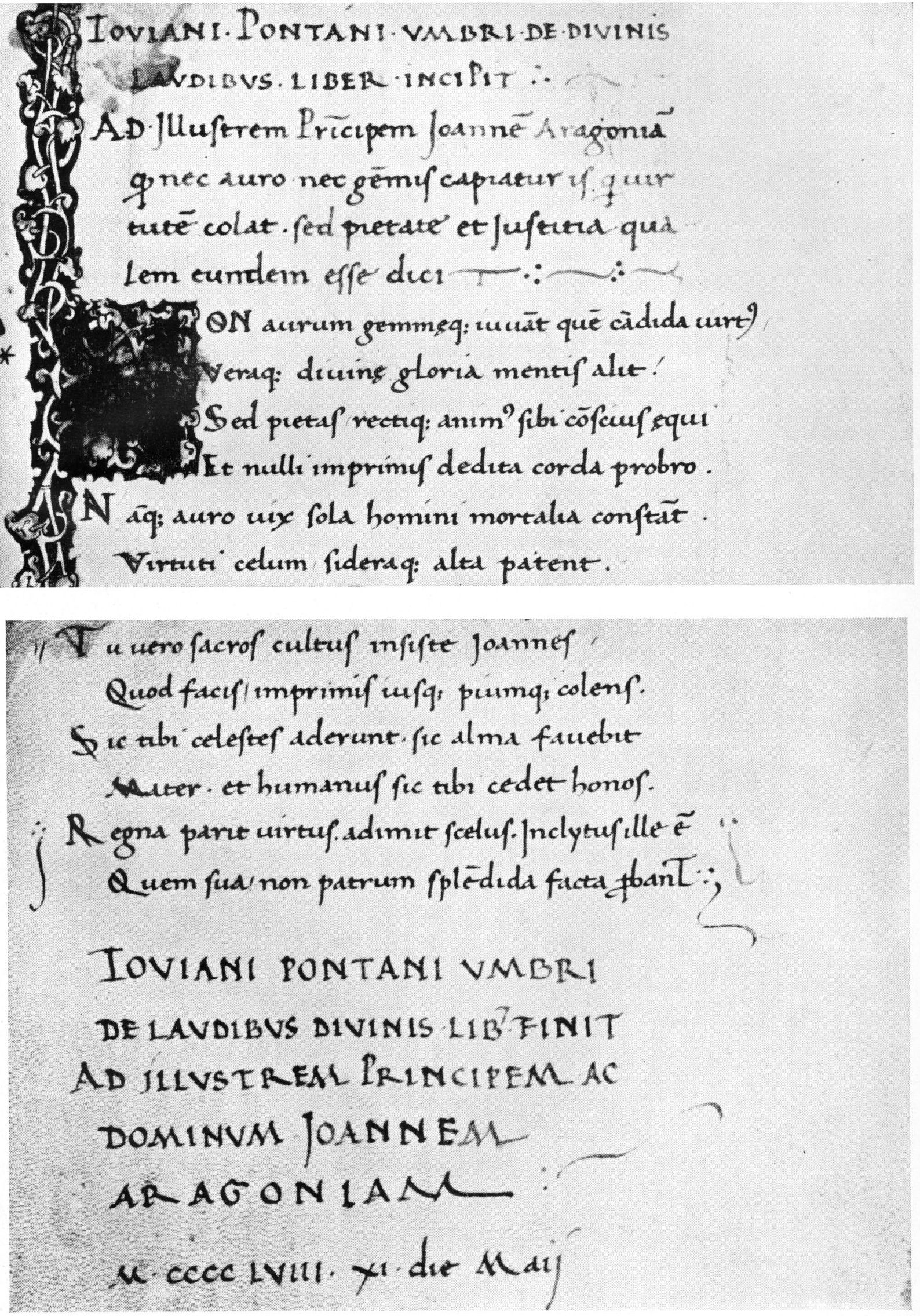
Giovanni Pontano, De divinis laudibus, Autograph aus dem Jahr 1458. Madrid, Biblioteca Nacional, Ms. Aa 318, fol. 2r (Anfang) und 17r (Ende)

Neapel war in jener Zeit eines der Zentren des italienischen Humanismus. Nach dem Tode Beccadellis 1471 wurde Pontano das Haupt der von diesem gegründeten Neapolitaner Akademie, die nach ihm Accademia Pontaniana genannt wurde. Diesem humanistischen Zirkel gehörte unter anderen Jacopo Sannazaro an, der sich 1478 um die Mitgliedschaft aus Bewunderung für Pontano bewarb.
Pontano war als Literat lateinischer Sprache überaus produktiv und vielseitig und wurde von den Zeitgenossen hoch geschätzt. So wurde er von Papst Innozenz VII zum poeta laureatus gekrönt. Neben Gedichten stehen philosophische und naturwissenschaftliche Traktate, Dialoge und Briefe. Sein Geschichtswerk „Über den Neapolitanischen Krieg“, zuerst 1509 gedruckt, gilt als Vorbild für die spätere humanistische Geschichtsschreibung. Pontanos Auffassung von der Historie als „rhetorisches Werk“ (opus rhetoricum), das die Leser durch lebendige Darstellung, insbesondere mittels Reden der Figuren ergreifen und belehren soll (so dargelegt in dem Dialog Actius) ist unmittelbar aus der antiken Historiographie abgeleitet.
Pontano wirkte nicht nur als Schriftsteller, sondern hatte auch sonst an der kulturellen Blüte Neapels seinen Anteil. So veranlasste er 1492 den Bau der sogenannten Cappella dei Pontano in Neapel, die als Grablege seiner verstorbenen Gattin Adriana Sassone diente.

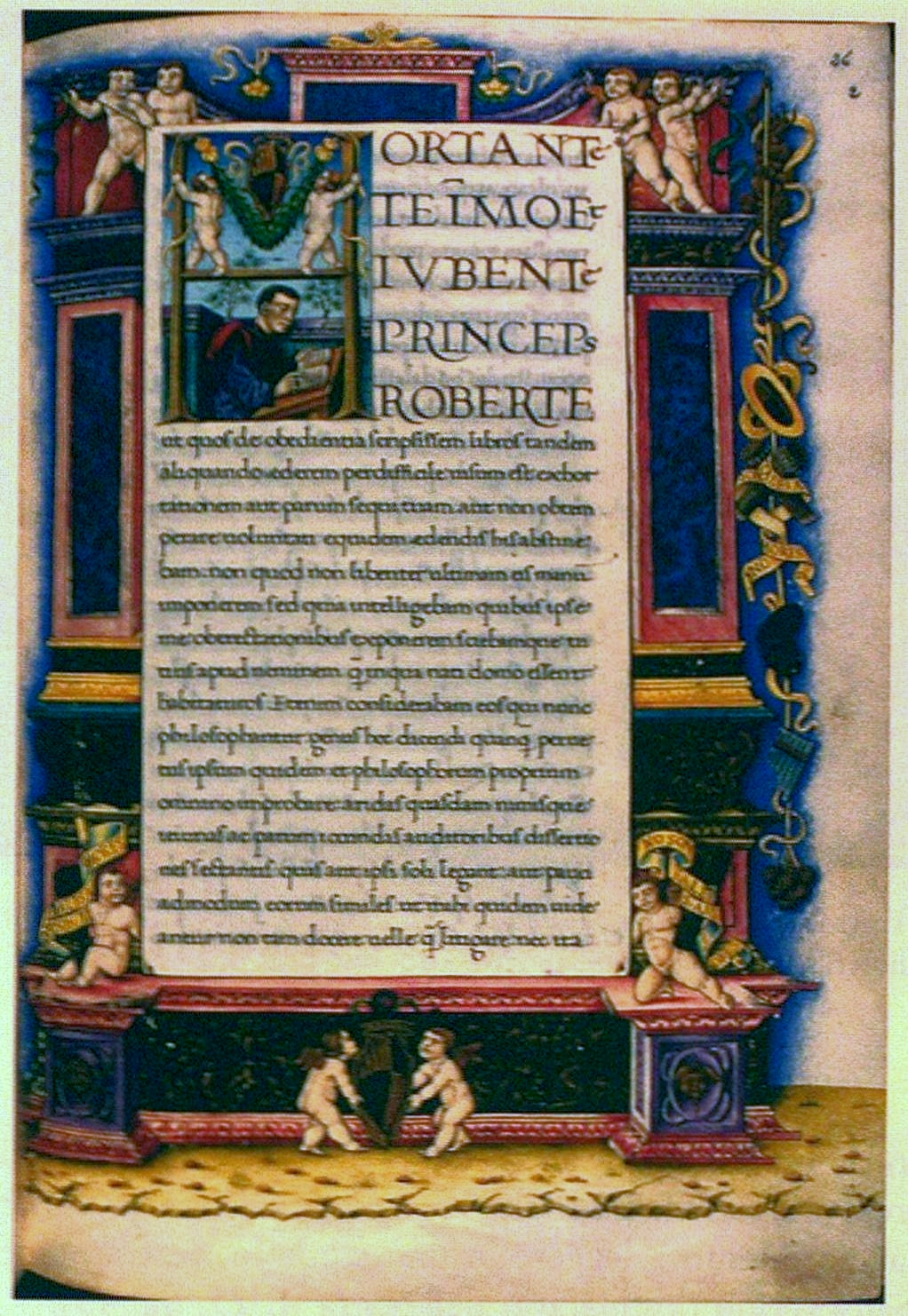
Der Anfang der Abhandlung De oboedientia in der Handschrift Valencia, Biblioteca historica de la universidad, Ms. 52, fol. 26r mit Buchmalerei von Cristoforo Majorana (zweite Hälfte des 15. Jahrhunderts)

## Werke
Dichtung
- Parthenopeus sive Amorum (1455–58, 2 Bücher Liebesgedichte)
- De laudibus divinis (Hymnen an Heilige im elegischen Distichon)
- De amore coniugali libri III (Liebesdichtung mit Bezug zu seiner Ehe, darin in Buch II: Naeniae, Wiegenlieder für seinen Sohn Lucio)
- Urania sive de stellis (astronomisch-astrologisches Lehrgedicht in 5 Büchern)
- Meteora (Lehrgedicht über die meteorologischen Phänomene in einem Buch)
- Eridanus (späte Liebesdichtung über seine Geliebte Stella)
- De tumulis (Epitaphensammlung)
- Hendecasyllabi seu Baiae (2 Bücher Elfsilbler, Schauplatz: der Badeort Baiae)
- Jambici (jambische Dichtung, vor allem über den Tod seines Sohnes)
- Eclogae (6 Eklogen, von denen die erste die Hochzeit zwischen Parthenope und Sebethus beschreibt)
- De hortis Hesperidum (Lehrgedicht in zwei Büchern über Zitrusfrüchte und deren Anbau)

Dialoge
- Charon (in lukianischer Tradition)
- Antonius
- Actius (eine der ersten Renaissancepoetiken)
- Asinus
- Aegidius

Philosophische Schriften
- De aspiratione liber. Neapel 1481.
- De fortitudine bellica. Neapel 1490.
- De oboedentia. Neapel 1490.
- De prudentia
- De liberalitate
- De immanitate
- De magnanimitate
- De sermone libri VI (eine Theorie des Witzes)
- De principe (Ad Alphonsum Calabriae ducem de principe, ein Fürstenspiegel, gedruckt 1490)
- De beneficentia
- De magnificentia
- De splendore
- De conviventia
- De fortuna

Astrologische Schriften
- Commentarii in centum Claudii Ptolemaei sententias (2 Bücher: Übersetzung des pseudo-ptolemäischen Centiloquiums mit Kommentar Pontanos)
- De rebus caelestibus (14 Bücher, in denen Pontano die antike Astrologie in der Nachfolge Ptolemäus’ und Firmicus Maternus’ darlegt)

Historisches Werk
- Historia Neapolitana („Geschichte von Neapel“, auch De bello Neapolitano „Über den Neapolitanischen Krieg“; vollständiger Titel: De Ferdinando I. rege Neapolitano Alfonsi filio libri VI)

Briefe
- Epistolae

## Rezeption
Eine erste Gesamtausgabe der von Sannazaro und Pietro Summonte zusammengestellten Werke Pontanos wurde postum 1518/19 bei Aldus Manutius in Venedig gedruckt. Seine Werke, insbesondere seine Lehrdichtung, hatten großen Einfluss auf die ihm nachfolgenden Humanisten.
Der Mondkrater Pontanus ist nach ihm benannt.

## Ausgaben und Übersetzungen
- Johannes Oeschger (Hrsg.): Ioannis Ioviani Pontani Carmina. Egloghe – Elegie – Liriche. Laterza, Bari 1948.
- Rodney G. Dennis (Hrsg.): Giovanni Gioviano Pontano: Baiae. Harvard University Press, Cambridge (Massachusetts) 2006, ISBN 0-674-02197-5 (Hendecasyllaborum sive Baiarum libri duo, lateinischer Text und englische Übersetzung)
- Tobias Roth (Übers.): Giovanni Gioviano Pontano: Baiae. Zwei Bücher Elfsilber. Deutsche Übersetzung, lateinischer Text. Edition Revers #04, Verlagshaus Berlin 2016.
- Liliana Monti Sabia (Hrsg.): Ioannis Ioviani Pontani hendecasyllaborum libri. Portici 1978.
- Hermann Kiefer u. a. (Hrsg.): Giovanni Pontano: Dialoge (= Humanistische Bibliothek. Reihe 2, Band 15). Fink, München 1984, ISBN 3-7705-2144-7 (lateinischer Text und deutsche Übersetzung)
- Nikolaus Thurn (Hrsg.): Drei neapolitanische Humanisten über die Liebe (= Itinera classica, Bd. 3). Scripta-Mercaturae-Verlag, St. Katharinen 2002, ISBN 3-89590-133-4 (lateinischer Text und deutsche Übersetzung von De amore coniugali). pdf gratis zum Download bereitgestellt durch die Universität Rostock.
- Luke Roman (Hrsg.): Giovanni Gioviano Pontano: On Married Love. Eridanus. Harvard University Press, Cambridge (Massachusetts) 2014, ISBN 978-0-674-72866-0 (lateinischer Text und englische Übersetzung)
- Rita Cappelletto (Hrsg.): La 'Lectura Plauti' del Pontano. Con edizione delle postille del cod. Vindob. lat. 3168 e osservazioni sull'„Itala recensio“. QuattroVenti, Urbino 1988, ISBN 88-392-0087-8
- Sergio Lupi, Antonino Risicato (Hrsg.): Ioannis Ioviani Pontani de sermone libri sex. Thesaurus Mundi, Lucca 1954 (kritische Edition)
- Dennis Weh: Giovanni Pontanos Urania Buch 1. Einleitung, Edition, Übersetzung und Kommentar. (= Gratia 58) Harrassowitz, Wiesbaden 2017.